# Lance Blanks
Lance Blanks (Del Rio, 9 settembre 1966 – Dallas, 3 maggio 2023) è stato un cestista e dirigente sportivo statunitense, professionista nella NBA e in Germania.

## Carriera
È stato selezionato dai Detroit Pistons al primo giro del Draft NBA 1990 (26ª scelta assoluta).